# يوكا هيرانو
يوكا هيرانو هي لاعبة هوكي الجليد يابانية، ولدت في 26 يناير 1987 في ماتسوساكا في اليابان.

## وصلات خارجية
- يوكا هيرانو على موقع EliteProspects.com (الإنجليزية)
- يوكا هيرانو على موقع Eurohockey.com (الإنجليزية)
- يوكا هيرانو على موقع أوليمبيديا (الإنجليزية)